# Mitschurinsk
Mitschurinsk (russisch Мичуринск) ist eine russische Stadt mit 98.758 Einwohnern (Stand 14. Oktober 2010) und Rajon-Verwaltungszentrum in der Oblast Tambow.

## Geographie
Die Stadt liegt an einem Eisenbahnknotenpunkt in der fruchtbaren Oka-Don-Ebene am Fluss Lesnoi Woronesch im Quellgebiet des Woronesch, rund 400 km südöstlich von Moskau sowie 67 km westlich der Gebietshauptstadt Tambow. Die nächstgelegenen Städte sind Tschaplygin (52 km nordwestlich) und Grjasi (57 km südwestlich), beide in der benachbarten Oblast Lipezk gelegen.

## Geschichte

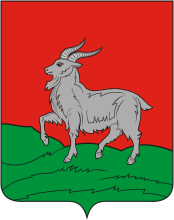
Wappen (bis 2003)

Gegründet wurde Mitschurinsk 1636 als Festung mit Namen Koslow (Козлов) nach dem Familiennamen eines der Erstsiedler. Ursprünglich als Teil der Belgoroder Linie zum Schutz gegen tatarische Angreifer von der Krim gedacht, besaß die Ortschaft eine ausgedehnte Verteidigungsanlage mit einem Erdwall, dessen Reste stellenweise bis heute sichtbar sind.

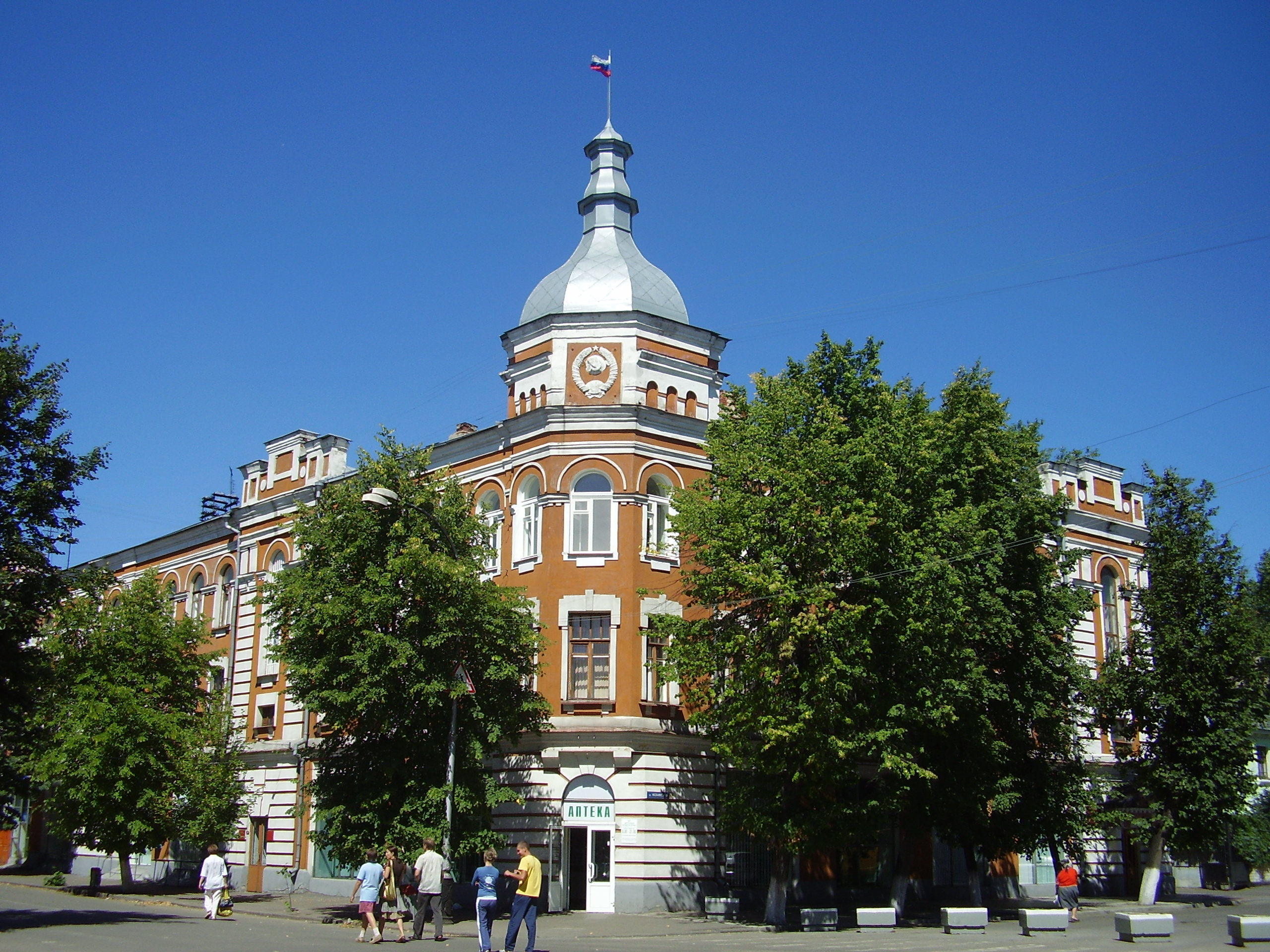
Rathaus von Mitschurinsk

Im 17. Jahrhundert ließ die militärische Bedeutung der Festung allmählich nach. Stattdessen wurde in der waldreichen Gegend um Koslow verstärkt Holz gewonnen und seit den 1650er-Jahren daraus Kriegsschiffe gebaut, wofür extra eine Werft am Lesnoi Woronesch (wörtlich „Wald-Woronesch“) errichtet wurde.
Nachdem im 18. Jahrhundert die Grenzen des russischen Staates so weit nach Süden ausgedehnt waren, dass Koslow keine militärische Rolle mehr zu spielen vermochte, entwickelte es sich zu einem Handelsort. Die fruchtbaren Böden begünstigten in hohem Maße auch die Landwirtschaft. 1779 erhielt Koslow den Stadtstatus, und auch im 19. Jahrhundert war reger Handel mit verschiedenen landwirtschaftlichen Erzeugnissen aus Koslow nicht wegzudenken. Dies wurde zusätzlich durch den Bau der Eisenbahnlinien begünstigt, die Koslow an das russische Bahnnetz angebunden haben. Gegen Ende des 19. Jahrhunderts lebten bereits rund 40.000 Einwohner in der Stadt.
1932 wurde Koslow nach dem bedeutenden russischen Botaniker Iwan Mitschurin, der hier seit 1872 lebte und vor allem im landwirtschaftlichen Bereich forschte, noch zu dessen Lebzeiten in Mitschurinsk umbenannt.

### Bevölkerungsentwicklung
| Jahr | Einwohner |      | Jahr    | Einwohner |         | Jahr | Einwohner |
| 1897 | 40.297    | 1959 | 80.653  | 1989      | 109.081 |      |           |
| 1926 | 54.250    | 1970 | 93.623  | 2002      | 96.093  |      |           |
| 1939 | 71.515    | 1979 | 101.239 | 2010      | 98.758  |      |           |

Anmerkung: Volkszählungsdaten

## Wirtschaft und Verkehr

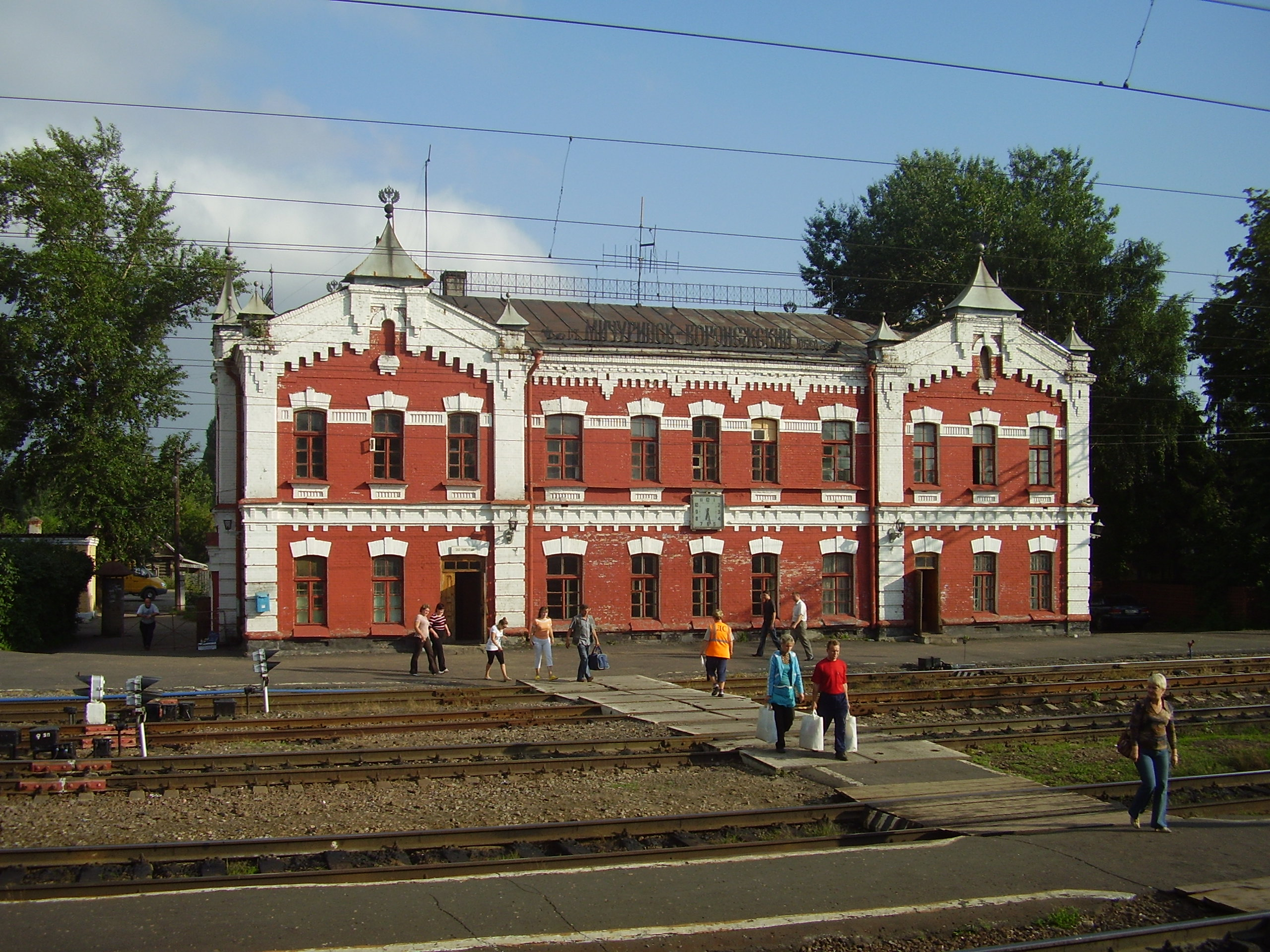
Bahnhof Mitschurinsk-Woroneschski

Wirtschaftlich prägt vor allem die Lage in der fruchtbaren Schwarzerderegion die Stadt. Neben dem Maschinenbau und der Leichtindustrie finden sich lebensmittelverarbeitende Betriebe. Da Mitschurinsk seit dem Wirken von Iwan Mitschurin nicht mehr nur als landwirtschaftlich geprägte Stadt, sondern auch als Zentrum der wissenschaftlichen Forschungen in diesem Bereich gilt, erhielt es 2003 den Status einer Naukograd („Wissenschaftsstadt“).
Mitschurinsk liegt an der Fernstraße M6 und ist ein Eisenbahnknotenpunkt, wo sich die Strecken nach Lipezk und nach Tambow kreuzen. Aus diesem Grund gibt es in der Stadt auch größere Bahnwerkstätten.

## Sehenswürdigkeiten

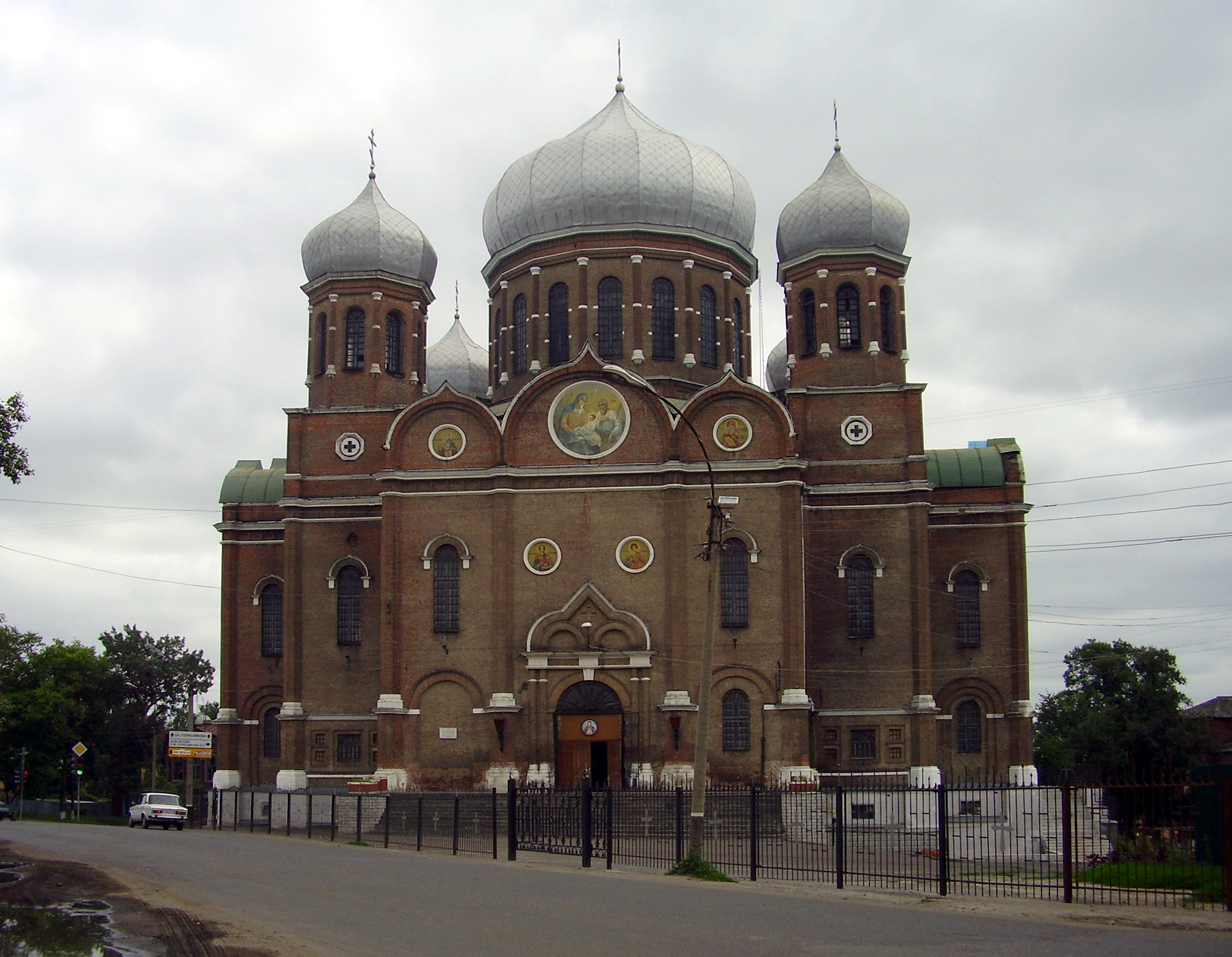
Kathedrale zur Ikone der Gottesmutter von Bogoljubowo in Mitschurinsk (nach einem Entwurf Konstantin Thons)

Als eine der Städte Zentralrusslands, die im Zweiten Weltkrieg nicht von Kämpfen betroffen waren, besitzt Mitschurinsk eine überaus gut erhaltene Altstadt mit einer Reihe architektonischer Denkmäler des 18. und 19. Jahrhunderts. Hierzu zählen vor allem die Kirche des Propheten Elija (1781) sowie die Kathedrale zur Ikone der Gottesmutter von Bogoljubowo (1873). Letztere wurde nach einem Entwurf des renommierten Architekten Konstantin Thon errichtet und ähnelt von der Form her der Moskauer Christ-Erlöser-Kathedrale.

## Weiterführende Bildungseinrichtungen
- Staatliche Agraruniversität Mitschurinsk
- Staatliches Pädagogisches Institut Mitschurinsk

## Partnerstädte
Mitschurinsk unterhält seit 1991 eine Städtepartnerschaft mit Munster in Niedersachsen.

## Söhne und Töchter der Stadt
- Alexander Gerassimow (1881–1963), Maler
- Pavel Veller (1903–1941), Editor von Karl Marx Grundrisse der Kritik der politischen Ökonomie
- Georges Wellers (1905–1991), französischer Physiologe und Biochemiker
- Wladimir Seldin (1915–2016), Schauspieler
- Pitirim von Wolokolamsk und Jurjew (1926–2003), russisch-orthodoxer Priester, Bischof, Erzbischof und Metropolit der Russisch-Orthodoxen Kirche
- Iryna Marholina (* 1955), ukrainische Historikerin
- Sergei Kusowlew (* 1967), Offizier
- Irina Lankova (* 1977), belgische klassische Konzertpianistin